# Campidoglio (Annapolis)
Il Campidoglio di Annapolis (in lingua inglese Maryland State Capitol) è la sede governativa dello Stato del Maryland, negli Stati Uniti d'America.
Si tratta del più antico edificio legislativo statale ancora in uso, completato nel 1772 e costruito in stile georgiano.